# Cathaoirleach
Cathaoirleach (czyt. kəˈhɪərləx; z irl. przewodniczący) – tytuł przewodniczącego wyższej izby parlamentu Irlandii – Seanad Éireann. Zastępcą Cathaoirleach jest Leas-Chathaoirleach.

## Zadania
Obowiązków Cathaoirleach należy m.in. przewodnictwo obrad, wzywanie członków senatu do wypowiadania się, stawianie zapytań do izby, sprawowanie pieczy nad porządkiem obrad oraz wydawanie oświadczeń.